# Taira no Atsumori
Taira no Atsumori (平敦盛?; 1169 – 1184) è stato un samurai famoso per la sua prematura morte in un unico combattimento.

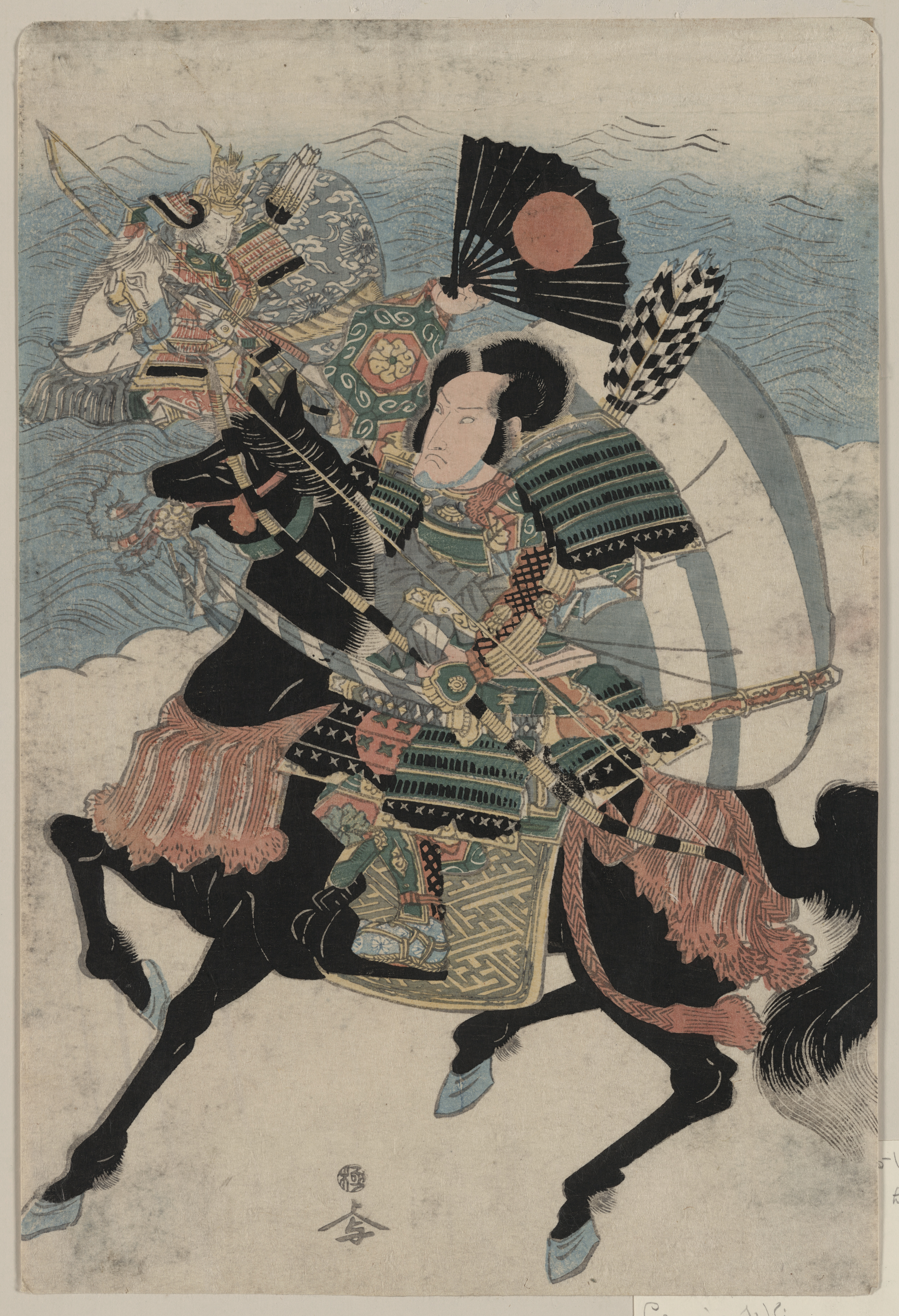
Ukiyo-e di Kumagai Naozane e Taira no Atsumori

Nella battaglia di Ichi-no-Tani, Atsumori combatté contro Kumagai Naozane, un alleato dei Minamoto, e fu ucciso. Kumagai aveva un figlio della stessa età di Atsumori. Il grande rimorso di Kumagai, come narrato nel romanzo epico Heike monogatari, unito alla sua decisione di prendere i voti, ha fatto sì che questo evento, altrimenti poco rimarchevole, diventasse noto per la sua tragicità. È il protagonista dell'opera nō Atsumori.